# Cellule à glandes granulaires

Schéma du derme oral d'un polype.

Un Cellule à glandes granulaires est chez les coraux une cellule de l'endoderme oral, ou gastroderme, hébergeant une glande granulaire ,.

## Sécrétion de la glande granulaire
La glande granulaire sécrète des granules acidophiles, comme les lysosomes, qui vont se propager dans la cavité gastro-vasculaire permettant la digestion extracellulaire des proies.